# Álvaro Mejía
Álvaro Enrique Mejía Flórez, mais conhecido apenas como Álvaro Mejía (Medellin, 15 de maio de 1940 – Bogotá, 12 de janeiro de 2021), foi um fundista colombiano, um dos melhores corredores de longa distância da América do Sul nos anos 1960 e 1970.
Introdutor dos métodos de treinamento do renomado técnico neozelandês Arthur Lydiard no continente nos anos 60, na década seguinte introduziu a combinação de treinamento aeróbico e anaeróbico para as corridas de fundo.
Vencedor da Corrida de São Silvestre de 1966, é o único sul-americano a ter vencido até hoje a tradicional Maratona de Boston, nos Estados Unidos, o que fez em 1971.
Participou de três edições dos Jogos Olímpicos, em 1964, nos 5 000 metros, em 1968, nos 10 000 metros e nos 1972 na maratona. Nos Jogos Pan-Americanos de 1971 ficou em terceiro nos dez mil metros e em quarto na maratona.
Nos Jogos Centro-Americanos e do Caribe conquistou quatro medalhas de ouro (uma em 1962 e três em 1966). Nos Jogos Bolivarianos ganhou três medalhas de ouro em 1965 e duas medalhas de prata em 1961.
Morreu em 12 de janeiro de 2021, aos 80 anos, em Bogotá.